# Margaret Helen Harper
Margaret Helen Harper (9 de febrero de 1919 - 13 de octubre de 2014) fue una programadora informática estadounidense que trabajó para desarrollar uno de los primeros compiladores informáticos junto a Grace Hopper en Remington Rand. Harper nació en Michigan, aunque vivió la mayor parte de su vida en Pensilvania. Estudió en el Wellesley College y se licenció en la Universidad de Pensilvania en 1940. Trabajó primero como programadora y más tarde como profesora.

## Educación y trayectoria
Sus padres fueron Paul Harper (n. 1892) y Katharine Harper (n. 1893). Paul trabajaba en un concesionario de automóviles y Katharine era música y ama de casa. Margaret tenía un hermano menor adoptado llamado Richard Irving Harper (13 de marzo de 1927 - noviembre de 1977). De niña, Margaret fue alentada en sus estudios, pero se lamentaba de no ser muy artística. Margaret asistió tanto a escuelas públicas como privadas antes de sus años universitarios. En la universidad, Margaret asistió primero al Wellesley College, pero luego se trasladó a la Universidad de Pensilvania Participó activamente en deportes y jugó en los equipos femeninos de hockey del Wellesley College y de la Universidad de Pensilvania. En 1940 se licenció en Ciencias por la Facultad de Educación de la Universidad de Pensilvania, donde estudió química.
En la década de 1950 Harper ya trabajaba como programadora, aunque no está claro cómo se inició en la informática.
La informática es, en general, una disciplina de colaboración, y el proceso de desarrollo al final de la década de los 40 y principios de los 50 no fue diferente en ese sentido. En los primeros años 50, cuando Grace Hopper estaba desarrollando los primeros compiladores, Harper y Richard K. Ridgway la ayudaron. Hopper incluso afirmó que "este trabajo es necesariamente una investigación grupal y este relato no puede publicarse sin citar a esos miembros... principales responsables de la consecución de estos resultados". Es importante señalar esto porque gran parte de la contribución de Harper se ha visto ensombrecida por el efecto Matilda de la fama de Grace Hopper. En 1952, Harper, Ridgway y Hopper trabajaban en Remington Rand en la serie A de compiladores para el sistema UNIVAC. En concreto, Harper y Ridgway prepararon el manual del compilador A-2 y trabajaron en él.
Harper también publicó su artículo "Subrutinas: bloques prefabricados para la construcción" en la edición de marzo de 1954 de Computers and Automation. En su texto, Harper comienza diciendo cómo el programador de computadoras de la década de 1950 ha sido esencialmente como un "colono en América" que debe hacer cada parte de su casa a mano, ¡hasta las clavijas que mantienen la casa unida! Continúa señalando que los tiempos han cambiado y ahora los programadores están trabajando juntos, no desde las finas clavijas de una casa, sino usando las herramientas e ideas que otros descubrieron en el pasado. Subraya la importancia de las subrutinas en la programación de informática -la idea de que las tareas de mayor envergadura pueden dividirse en (sub)segmentos más pequeños-, pero continúa señalando que "la ausencia de un compilador [para las subrutinas] ha significado que las subrutinas han sido codificadas para funcionar sólo en una porción fija del almacenamiento o la memoria del ordenador". Esto fue problemático, porque significaba que una gran cantidad de código simplemente no era reutilizable. Las computadoras que conocemos y reconocemos hoy (en la década de 2000) no podrían funcionar sin este código reutilizable. Pero en 1954, Harper tuvo la previsión de preguntar: "Si el ruso se puede traducir al inglés... ¿por qué no un código de computadora en otro?" Este fue el quid de la cuestión con la idea del diseño y la implementación de compiladores. Aunque Harper no inventó el compilador, formó parte de uno de los primeros equipos de científicos que imaginaron y construyeron los primeros compiladores. The New Scientist del 17 de septiembre de 1987 afirma que una de las primeras personas en implementar los nuevos compiladores fue Harper.

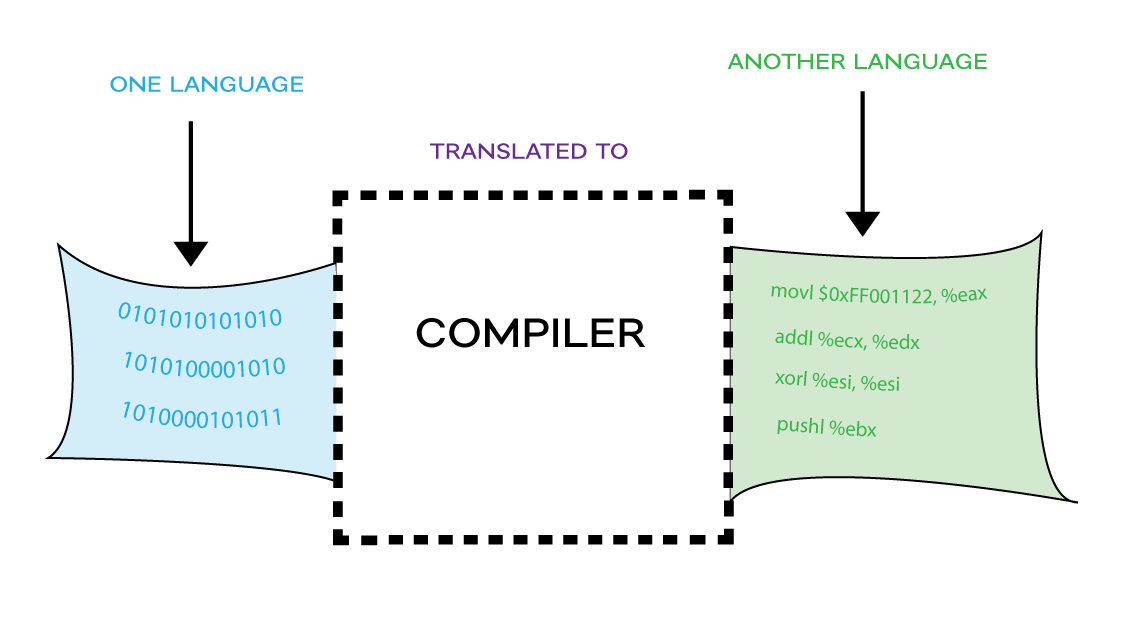
Idea básica de un compilador

Después de que Harper terminara de trabajar con Hopper y Ridgway en Remington Rand, continuó como analista de programación en Auerbach Corporation en la década de 1960. Estuvo entre los que figuran en Quién es quién en el campo de la informática de 1963 a 1964 y en Quién es quién en informática y procesamiento de datos de 1971. Después de trabajar para Auerbach, fue profesora en la universidad de Pensilvania y más tarde se jubiló.
Falleció en 2014 en Pensilvania, a la edad de 95 años